# 로노크 대학교

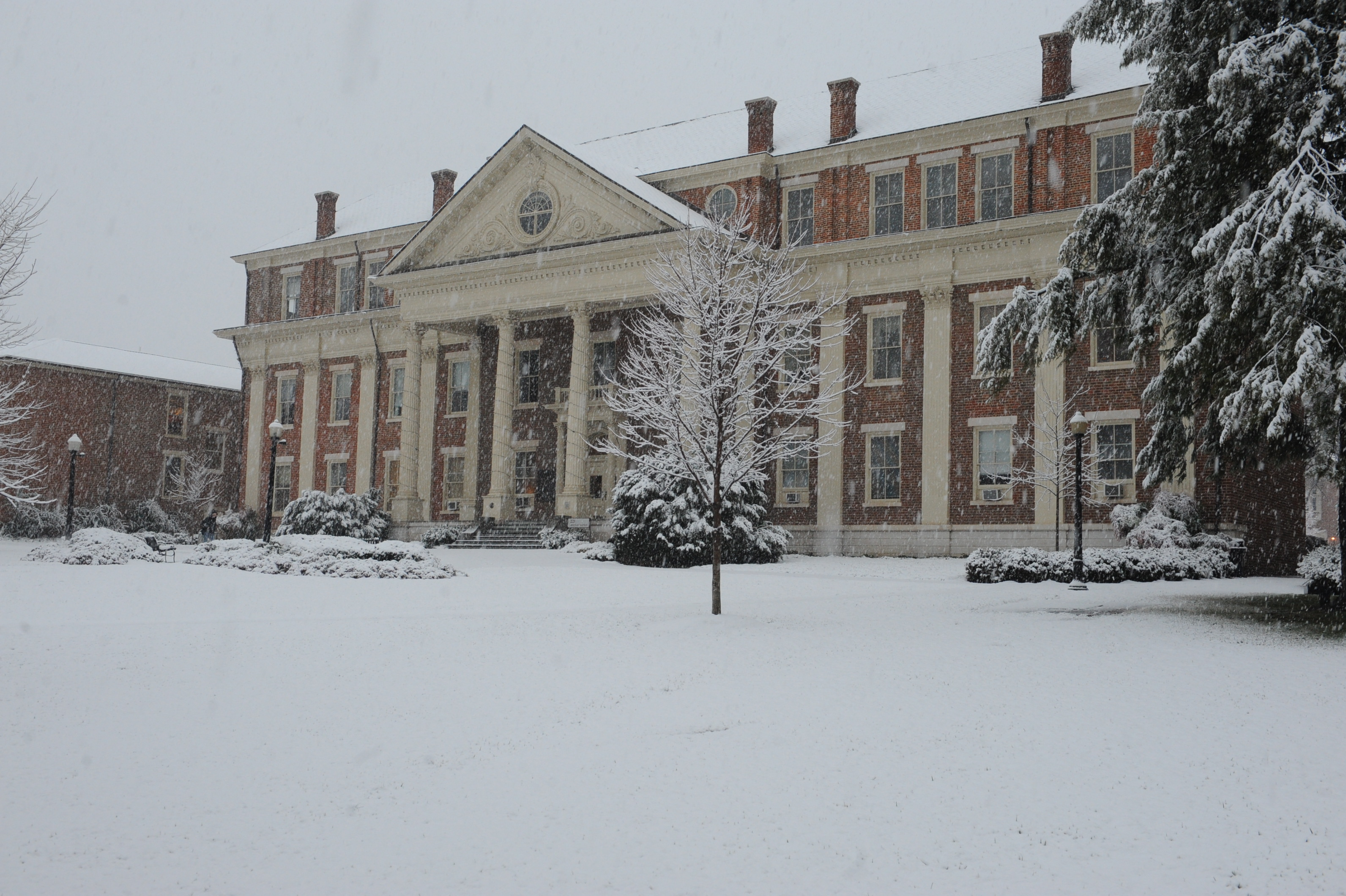

로노크 대학교(Roanoke College)는 미국 버지니아주 세일럼에 있는 4년제 사립 대학교이며 1842년 첫 개교되었다.